# میرقیصر خانه نیدل
میرقیصر خانه نیدل یا میرقیصر خامه بیدل که به میرقیصر هزار اسپی نیز شهرت دارد، امیر الامرای لرستان و فرمانده ارتش اتابکان لر کوچک در زمان میر شاهوردی خان آخرین اتابک لر بود و به دست شاه عباس صفوی کشته شد.

## وجه تسمیه
نیدل یا بیدل در زبان لری به معنی نترس و شجاع است. دربارهٔ وجه تسمیه میرقیصر چند نظریه وجود دارد. برخی بنا به گزارش اسکندر بیگ ترکمان اعتقاد دارند میرقیصر خانه نیدل، سردار دو هزارخانه بوده است و به همین دلیل به خانه نیدل مشهور شده است. اما گروهی دیگر اعتقاد دارند به دلیل شجاعت و جسارت او در جنگاوری او را خامه بیدل به معنی کسی که بن مایه نترس دارد، نامیده‌اند.

## تبار میرقیصر خانه نیدل
میر محمدی بیست و سومین اتابک لر، چهار فرزند به نام‌های میر شاهوردی خان، علی قلی خان، اسلم‌مرد و جهانگیر داشت. میرقیصر خانه نیدل فرزند علی خان فرزند ارشد میر محمدی (بیست و سومین اتابک لر) بود. او برادرزاده میر شاهوردی خان واپسین اتابک لر بود محسوب می‌شود. اتابکان لر کوچک طبق نوشته حمدلله مستوفی در تاریخ گزیده از نسل خورشید هستند که از طائفه جنگروی از ایل سلیورزی بودند.
همچنین عمه میرقیصر خانه نیدل یکی از همسران شاه عباس صفوی بوده است.

## قیام میرقیصر خانه نیدل
میرقیصر خانه نیدل فرمانده ارتش و امیرالامرای اتابکان لر کوچک بود. در زمان شورش و گریختن میر شاهوردی خان، میرقیصر خانه نیدل به اردوی شاه صفوی پیوست و از او اطاعت کرد. اسکندر بیگ ترکمان در کتاب عالم آرای عباسی نوشته است:
شاهوردی خان اتابک پون توجه موکب همایون به او رسید از خرم‌آباد که مسکن او بود فرار نموده بجانب صدمره (سیمره) رفت. برخی از امرای لرستان و سرخیلان قبایل از او تخلف نموده به موکب همایون پیوستند. شاهوردی از صدمره (سیمره) فرار نمود و به کور کوه (کبیرکوه) که ما بین لرستان و سرحد بغداد واقع است رفت و از آنجا عزیمت بغداد نمایید. از جمله میر قیصر خانه نیدل که از امرا معتبر لرستان و و سردار دوهزار خانه بود از اتابک تخلف نمود و به اردوی همایون پیوست.— اسکندر بیگ ترکمان، تاریخ عالم آرای عباسی
پس از کشته شدن میر شاهوردی خان آخرین اتابک لر و انقراض سلسله اتابکان لر کوچک، شاه عباس صفوی، حسین خان سولویزی را به عنوان حاکم لرستان انتخاب کرد. او لقب اتابکی را منسوخ کرد و حسین خان سولویزی را با لقب والی، حاکم لرستان قرار داد.
میرقیصر خانه نیدل که خود از بازماندگان اتابکان لر کوچک بود، به قصد انتقام خون میر شاهوردی خان، دسته‌جاتی را به فرماندهی فرزندان میر شاهوردی خان و بازماندگان اتابکان لر کوچک تشکیل داد و با نمایندگان دولت صفوی در لرستان وارد جنگ شد. نیروهای میرقیصر خانه نیدل توانستند پایه‌های حکومت والیان فیلی را متزلزل کنند و به آنان شکست‌های سختی وارد کنند.

## مرگ میرقیصر خانه نیدل
حسین خان سولویزی برای باقی ماندن در قدرت شروع به مکاتبه با شاه عباس صفوی نمود. چندی بعد شاه عباس صفوی با سپاهی عظیم به لرستان لشکرکشی کرد و به رغم مقاومت حماسی سپاه میرقیصر خانه نیدل، به علت تعداد کم سرانجام از سپاه صفوی شکست خوردند و میرقیصر خانه نیدل مجبور به فرار شد که سرنوشت آن نامعلوم و در ابهام است. دو فرزند میر شاهوردی خان نیز که به میر قیصر خانه نیدل کمک کرده بودند در قلعه الموت زندانی شدند.

## بازماندگان میر قیصر خانه نیدل
میرقیصر خانه نیدل دارای دو فرزند به نام‌های میرجنت (جد اعلای طولابی‌ها) و میرغضنفر (جد اعلای غضنفری‌ها) بوده است.
ایرج کاظمی مورخ لرستانی، معتقد است که طوایف طولابی و غضنفری از بازماندگان میر قیصر خانه نیدل هستند. او در کتاب «مشاهیر لر»، صفحه ۴۹ آورده است:
میر قیصر خامه بیدل همان جد غنضفری و طولابی‌هاست.
مرحوم ساکی از نویسندگان و مورخان مشهور لرستان نیز اعتقاد داشت که طولابی‌ها و غضنفری‌ها از یک ریشه و از نزدیکان میرقیصر خانه نیدل هستند. مرحوم ساکی در صفحه ۳۵۱ کتاب «جغرافیای تاریخی و تاریخ لرستان»، شجره‌نامه یک شاخه از طولابی‌ها را آورده و در صفحه بعد از آن نوشته است:
«طولابی‌ها که در جغرافیای بخش چگنی نیز در مورد آن‌ها توضیحاتی داده شد، از اعقاب میرجنت و با تیره غضنفری (ساکن در کوهدشت) از یک نژادند.»